# Luciano Valente
Luciano Valente, né le 4 octobre 2003 à Groningue aux Pays-Bas, est un footballeur néerlandais qui joue au poste de milieu offensif ou d'ailier gauche au Feyenoord Rotterdam.

## Biographie

### En club
Né à Groningue aux Pays-Bas, Luciano Valente commence à jouer au football au GVAV-Rapiditas avant d'être formé par le FC Groningue. Le 5 juillet 2021, il signe son premier contrat professionnel avec son club formateur, d'une durée de deux ans.
Il joue son premier match en professionnel avec le FC Groningue, le 14 août 2022, à l'occasion de la deuxième journée de la saison 2022-2023 d'Eredivisie, contre l'Ajax Amsterdam. Entré en jeu à la place de Laros Duarte, il voit son équipe être battue par six buts à un.

### En sélection
Né aux Pays-Bas d'un père italien et d'une mère néerlandaise, Luciano Valente représente, dans un premier temps, l'Italie en sélection. Il commence avec les moins de 19 ans, jouant trois matches entre 2021 et 2022.
En 2025, il participe à l'Euro Espoirs avec l'équipe espoirs des Pays-Bas. Lors de la première journée de la phase de groupes, il inscrit un but contre la Finlande (2-2). 